# Modelowanie równań strukturalnych
Modelowanie równań strukturalnych (ang. Structural equation modeling - SEM) to klasa wielowymiarowych, parametrycznych modeli statystycznych pozwalająca na testowanie hipotez badawczych o dużej możliwości złożoności relacji pomiędzy zmiennymi. Mocne strony podejścia to:
- możliwość dowolnego odzwierciedlania ścieżek zależności pomiędzy zmiennymi
- możliwość odzwierciedlenia konstruktu teoretycznego jako zmiennej ukrytej

Klasyczne zastosowania modelowania równań strukturalnych to:
- analiza ścieżek, która może być traktowana jak rozszerzenie analizy regresji o możliwość kształtowania relacji o dowolnym układzie zależności (możliwość łącznego znajdowania dopasowania dla wielu powiązanych równań regresji)
- konfirmacyjna analiza czynnikowa (ang. CFA - Confirmatory Factor Analysis), którą pozwala na kierowaną teorią analizę struktury relacji między wieloma zmiennymi